# ترور وال
ترور وال (به انگلیسی: Trevor Wall) پویانما کانادایی، هنرمند نقاش و کارگردان تلویزیونی و سینمایی است. از بهترین اثر کارگردانی شده توسط او می‌توان به نورم از شمال اشاره کرد. وی فعالیت هنری خود را در قالب نقاشی شروع کرد و سپس در اواخر دهه ۱۹۹۰ به استخدام وارنر برادرز انیمیشن درامد. 